# Hippokamp
Hippokamper er mytologiske ridedyr i form af søheste, evt. med vinger. De tjener Poseidon og Nereus eller som firspand for Poseidon, når han rejser i optog ledsaget af nereiderne, konen Amfitrite og mange havvæsener.

## Fodnoter
1. ↑  Hjortsø, Leo. "NATURGUDDOMME", Græske Guder og Helte (1. udgave), Politiken Forlag A/S, København, 1971, side 161. ISBN 87-567-1587-0.

- Wikimedia Commons har flere filer relateret til Hippokamp

| Mytologi | Spire Denne artikel om mytologi er en spire som bør udbygges. Du er velkommen til at hjælpe Wikipedia ved at udvide den. |